# Леплейка (деревня)
Леплейка — упразднённая деревня в Инсарском районе Мордовии России. Входила в состав Новлейского сельсовета. Исключена из учётных данных в 1995 году.

## География
Располагалась в истоке реки Леплейка (приток Потижа), 4 км к юго-востоку от села Новлей.

## История
В «Списке населённых мест Пензенской губернии за 1869» Архангельское (Леплейка, Мурзинское) владельческое село из 83 дворов Инсарского уезда.

## Население
Согласно итогам переписи 1989 года в деревне отсутствовало постоянное население.